# Butte de Thil
Pour les articles homonymes, voir Thil.
La butte de Thil est située sur la commune de Vic-sous-Thil dans le département de la Côte-d'Or. Culminant à 481 m, elle accueille à son sommet deux monuments reliés par une allée d'arbres pluricentenaires : le château de Thil et la collégiale de Thil.

## Géographie
La butte se situe sur le territoire de Vic-sous-Thil entre les vallées du Serein à l'ouest et de l'Armançon à l'est. Elle s'élève à 481 m d'altitude sur la bordure nord-est du Morvan, dans l'Auxois, à une cinquantaine de kilomètres à l'ouest de Dijon.
Elle est composée de roches marno-calcaires du Toarcien à l'Aalénien surmontées de calcaires du Bajocien.

## Histoire
La butte de Thil fut longtemps le repaire des seigneurs locaux (cf. Thil). Depuis ce promontoire du nord du massif du Morvan la vue et la protection assurée par les pentes de la colline ont incité à la construction d’un château dès le XIe siècle puis trois siècles plus tard celle d’une collégiale à l'autre extrémité de la butte.
Vers 1750 les deux bâtiments, proches de plusieurs routes royales, sont bien identifiés sur la carte Cassini. Entre ces deux structures il pourrait avoir existé les habitations des chanoines ou un bourg dont il ne reste actuellement plus de traces visibles.

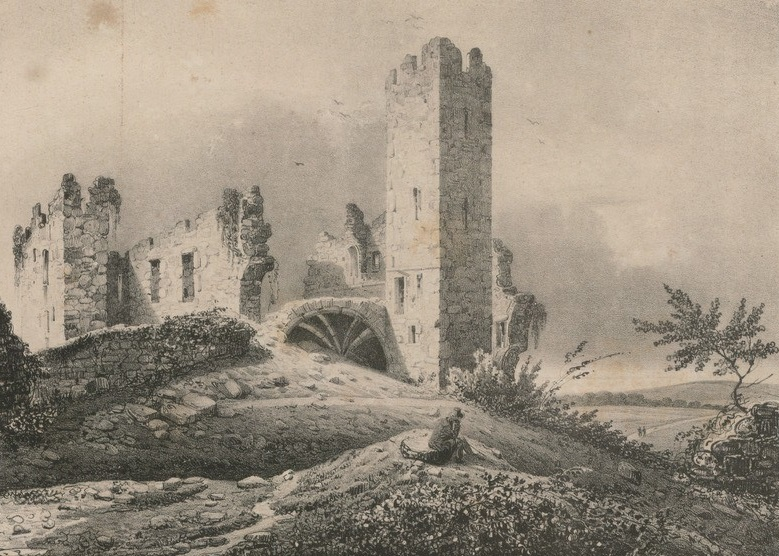
Le château avant restauration.
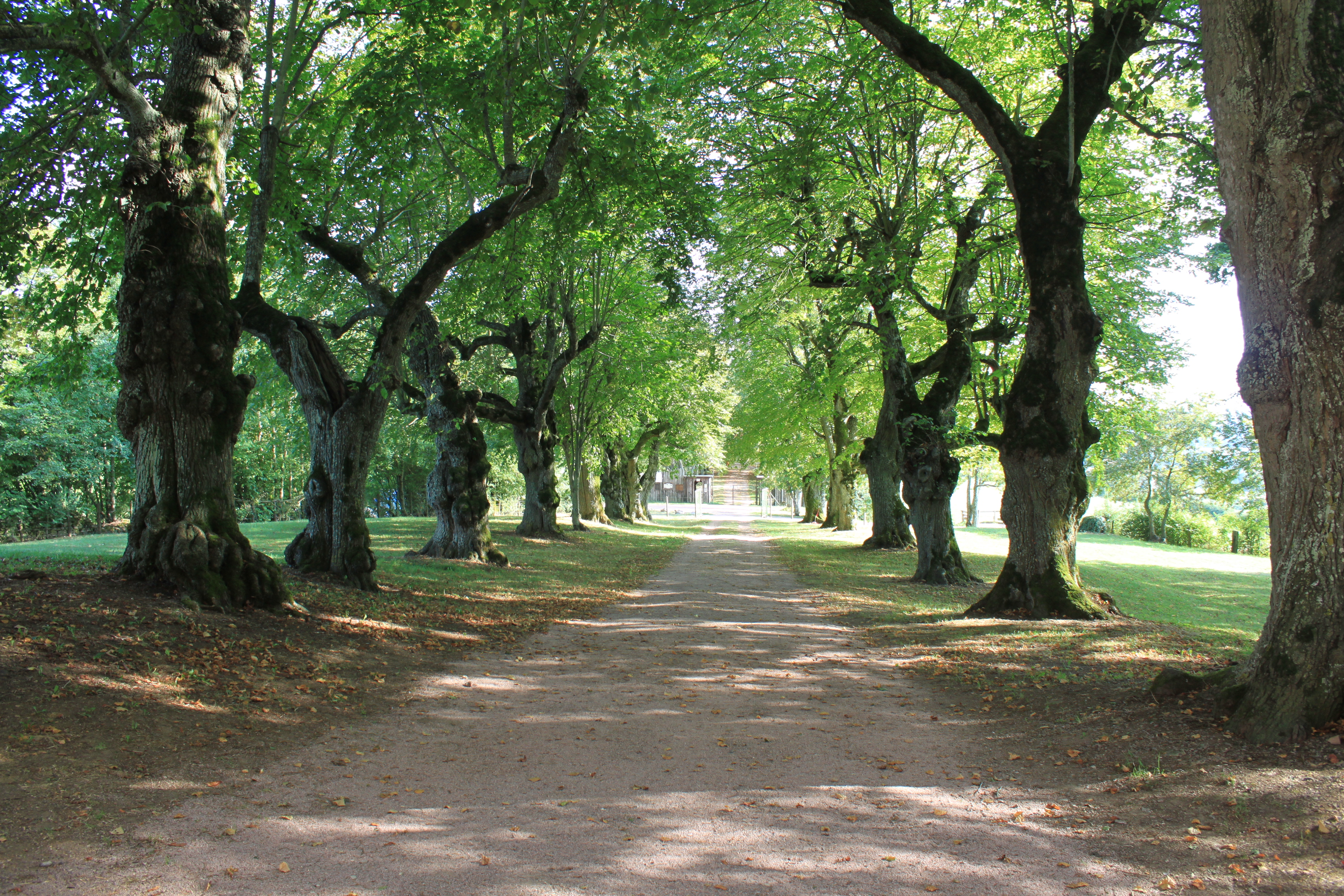
L'allée.
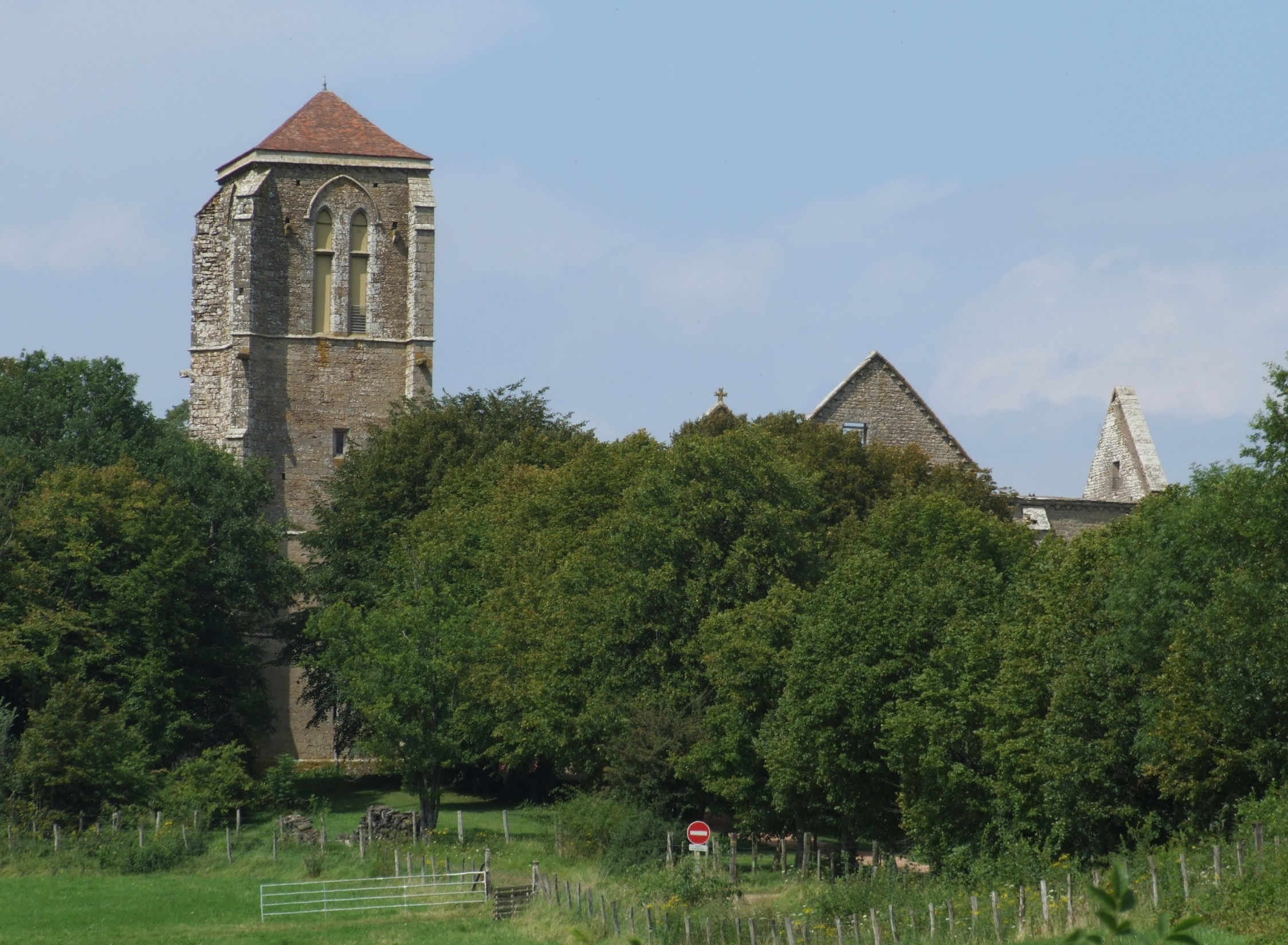
La collégiale.